# Бони Джеймс
Бони Джеймс (англ. Boney James; настоящее имя Джеймс Оппенгейм, англ. James Oppenheim, род. 1 сентября 1961, Лоуэлл, Массачусетс) — американский композитор и саксофонист, музыкальный продюсер и «проводник» в мире музыки так называемого «городского джаза».
Он является одним из самых успешных инструментальных художников нашего времени, с объёмом продаж альбомов на сумму свыше 3 миллионов записей. Его студийный альбом Contact, выпущенный в 2011 году, провел 10 недель на первом месте в Billboard Jazz Albums.

## Биография
Будущий музыкант родился 1 сентября 1961 года в Соединенных Штатах Америки, в городе Лоуэлл, штат Массачусетс, но рос в Нью-Рошелле. С 8 лет играл на кларнете, позднее увлекся игрой на саксофоне. Формирование музыкального вкуса Джеймса прошло под влиянием таких исполнителей, как: Earth, Wind & Fire, Return to Forever, Стиви Уандер, Грувера Вашингтон. Когда Джеймсу исполнилось 15 лет, его семья оставила родной город Рошель и перебралась в Лос-Анджелес. Там Бони закончил Калифорнийский университет. Получив диплом историка, он занялся музыкальной деятельностью. В Лос-Анджелесе парень начал играть в группе Line One.
Line One, в которой играл Бони Джеймс, открывала концерты таких известных звезд джаза как Flora Purim и Yellowjackets. Позднее Бони Джеймс вошёл в состав ансамбля Морриса Дэйя. Там он выступал в качестве клавишника. Когда Джеймс работал с Рэнди Кроуфорд, у него появилось прозвище «Boney» за сухощавое телосложение, ставшее впоследствии псевдонимом музыканта.
Бони Джеймс сотрудничал и работал со многими известными джазменами своего времени, среди которых Рэнди Кроуфорд, Тина Мари, Шина Истон, The Isley Brothers, Бобби Кодвелл и многими другими.
В начале 1990-х годов необыкновенно эмоциональная и, в то же время, мягкая манера исполнения саксофониста привлекла внимание известного продюсера, музыканта и звукорежиссёра Пола Брауна. Популярный саксофонист выпустил свой дебютный сольный альбом в 1992 году. Таким образом будучи уже известным саксофонистом и клавишником, Джеймс достиг большого успеха за 1994—2006 годы с лейблом Warner Bros, для которого он создал несколько наиболее удачных записей, таких как: Backbone, Seduction, Boney’s Funky Christmas, Sweet Thing и Shake It Up.
Восемь альбомов Boney James в разные годы возглавляли Billboard Contemporary Jazz Chart и 2 альбома находились в 1-й десятке Top R&B/Hip-Hop Albums Chart, что является уникальным достижением для музыканта-инструменталиста.
На запись альбома Ride Джеймс пригласил таких звёзд как: Энджи Стоун, Джахейм, Дэйв Холлистер, Трина Броуссард. Всего в альбоме находилось 10 треков, написанных Джеймсом или другими различными соавторами. Заглавный сингл Ride — «Something Inside», созданный Энджи Стоун, Рексом Райдаутом, Филом Темпле, и Секоу Айткеном, был издан 17 сентября 2001 года. Основными музыкантами, вдохновившими Джеймса на написание альбома были: Грувер Вашингтон, Стиви Уандер, Ронни Лоус и Earth, Wind & Fire.
В 2006 году Джеймс подписал контракт с Concord Records и выпустил альбом Shine, в 2009 году вышел Send One Your Love.
15 мая 2010 года Бони Джеймс попал в автокатастрофу, возвращаясь домой с концерта. В результате Бони получил множественные рваные раны лица.
В 2011 году он выпустил свой тринадцатый альбом Contact.
За всю свою деятельность выпустил 13 альбомов. с 1996 года он сам является продюсером и руководителем всех своих проектов.

## Дискография
Студийные альбомы
- 1992 — Trust
- 1994 — Backbone
- 1995 — Seduction
- 1996 — Boney’s Funky Christmas
- 1997 — Sweet Thing
- 1999 — Body Language
- 2000 — Shake It Up
- 2001 — Ride
- 2004 — Pure
- 2006 — Shine
- 2007 — Christmas Present
- 2009 — Send One Your Love
- 2011 — Contact[англ.]
- 2013 — The Beat[англ.]
- 2015 — Futuresoul
- 2017 — Honestly
- 2020 — Solid
- 2022 — Detour